# Карин-Пахлевиды
Карен-Пехлевиды — парфянская владетельная династия, один из семи Великих домов Парфии, сохранивший своё положение и власть и после воцарения в Иране династии Сасанидов. Наименование «Пахлав» означает: «Парфянин».
Одна из легенд о происхождении династии утверждает, что предки этой династии — владетели кочевого племени парнов, ставшие вассалами Ахеменидов, а затем — Селевкидов. По другой легенде, Аршакиды ведут происхождение от Великого Царя Ахеменида Артаксеркса II Долгорукого (404—358 до н. э.). Согласно третьей версии, Карен-Пехлевиды происходят из парфянского рода Карена, вместе с родом Аршака и шестью другими дахскими родами, они отвоевали Иран у македонцев Селевкидов и положили начало Парфянской государственности.
После падения власти Арашакидов и воцарения Сасанидов в Иране, Карен-Пехлевиды признали своё поражение и власть Ардашира Бабакана, что помогло им сохранить привилегированное положение в Сасанидском государстве.

## Младшие ветви династии
- Одна из ветвей рода Аршакидов утвердилась в Армении, со временем став крупнейшим владетельным родом в этой стране и опорой власти Сасанидов в Армении.
- Армянский род Камсаракан.
- Грузинский род Павленишвили.
- По утверждению Резы Пехлеви, его отец, офицер-мазандеранец Аббас Али-хан (1818—1878), был потомком династии Карен-Пехлевидов.

## Видные представители династии
- Сухра (п. 525—550)
- Карин сын Сухры (п. 550—600)
- Аланда (п. 600—635)
- Валаш (п. 650—673)
- Несколько каренских принцев (п. 673—765)
- Вандад Ормузд (п. 765—815)
- Вандад Сафан (п. 765—800)
- Карин ибн Вандад Ормузд (п. 815—816)
- Мазьяр (Мазиар) ибн Карин[англ.] (п. 817)
- Винда-Умид (п. 800—820)
- Бавандское правление (817)
- Кухьяр (п. 817—823)
- Мазьяр (п. 823—839/840)
- Кухьяр (п. 839)